# کریگ لوئیس (بازیکن بیسبال)
کریگ لوئیس (انگلیسی: Craig Lewis؛ زادهٔ ۳۰ دسامبر ۱۹۷۶) بازیکن بیسبال اهل استرالیا است.